# أسماء الخمليشي
أسماء الخمليشي (مواليد 18 يونيو 1971) هي ممثلة مغربية، شاركت غي العديد من الأفلام أشهرها فيها الملح والسكر أو مبغاتش تموت 1 للمخرج حكيم نوري، إضافة لعدد من المسلسلات المختلفة كان آخرها سلسلة كوول سانتر.

## أعمالها

### سينما
- 1999: فيها الملح والسكر أو مبغاتش تموت 1
- 2002: محاكمة امرأة
- 2005: فيها الملح والسكر أو مبغاتش تموت 2
- 2010: المنسيون
- 2011: نهار تزاد طفا الضو
- 2023: الشطاح
- 2024: البطل

### تلفزيون
- 2000: قصة وردة
- 2005: كاتب تحت الطلب
- 2007: التوائم
- 2007: الطيور تعود دوما
- 2015: أويلي و مرحبا
- 2015: رهان
- 2016: علاش البحر ؟
- 2017: حديدان في كليز

## وصلات خارجية
- أسماء الخمليشي على موقع IMDb (الإنجليزية)
- أسماء الخمليشي على موقع قاعدة بيانات الأفلام العربية